# 137
L'any 137 fou un any comú començat en dilluns del calendari julià.

## Esdeveniments
- Roma: L'emperador Hadrià adopta i nomena cèsar Luci Aureli Ver, amb la intenció de fer-lo el seu successor.
- Olímpia (Grècia): Se celebra la 229a. Olimpíada.